# João Rodrigues de Sá, o das Galés

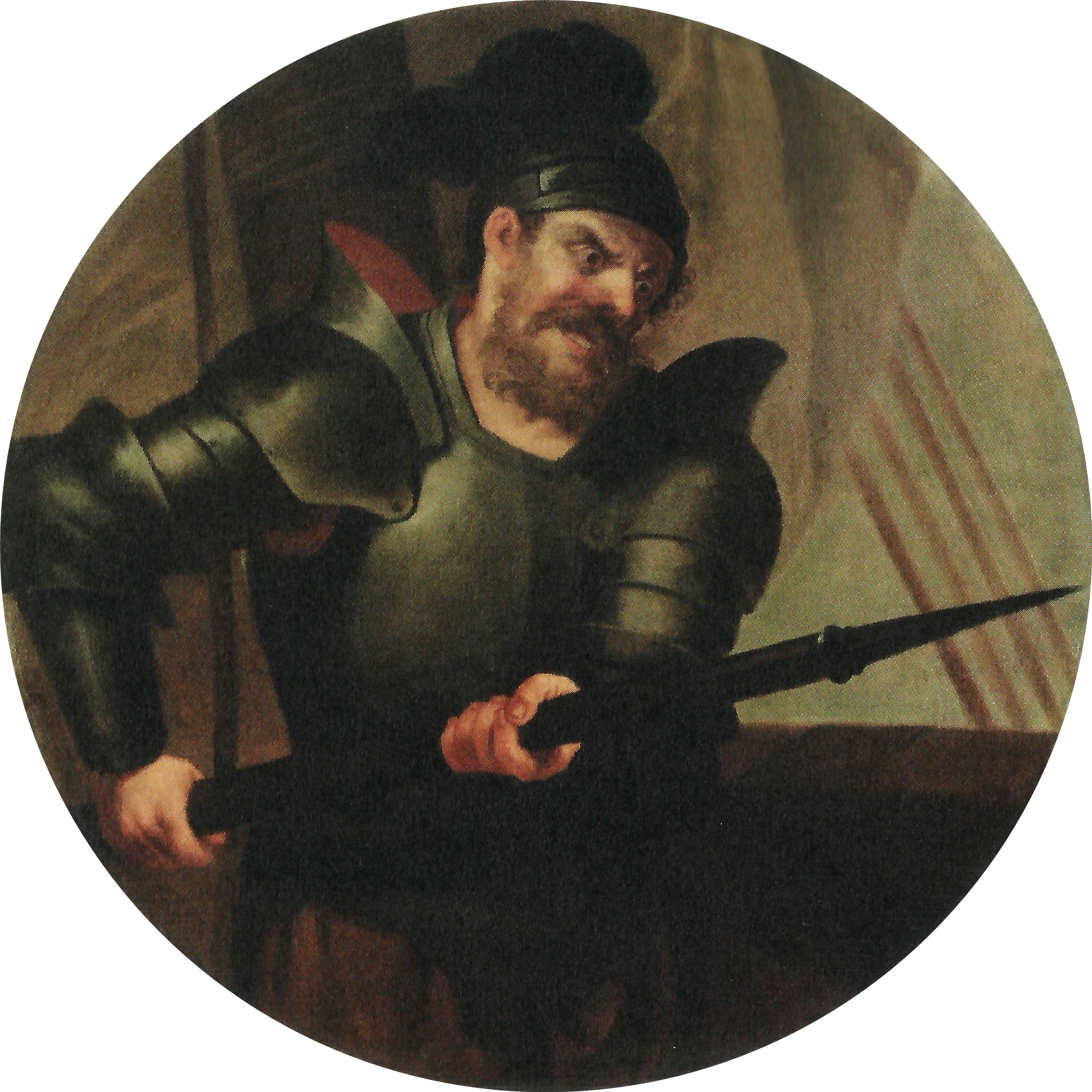
Retrato do Sá das Galés (c. 1750), autor desconhecido

João Rodrigues de Sá, conhecido como o das Galés (Porto, 1355 - Porto, 1425), foi alcaide-mor do Porto e seguidor do partido do Mestre de Avis durante a crise dinástica de 1383-85 em Portugal.

## Família
Era filho de Rodrigo Anes de Sá e de sua segunda mulher Cecilia Colonna, neta paterna por bastardia de Sciarra Colonna e meia-prima-irmã de D. Agapito Colonna, Cardeal-Bispo de Lisboa.

## Biografia
Durante o cerco imposto a Lisboa por João I de Castela, João Rodrigues de Sá, vindo do Porto, lutou com sucesso contra as galés castelhanas, o que lhe valendo o epíteto de o da Galés, pelo qual passou a ser conhecido. Destacou-se, também, na batalha de Aljubarrota e na reconquista de Guimarães que estava em poder dos castelhanos. A 29 de Março de 1384 foi feito 1.º Senhor de juro e herdade de Sever e do Barreiro, a 25 de Outubro de 1385 1.º Senhor de juro e herdade de Castro Daire e a 24 de Janeiro de 1386 1.º Senhor de juro e herdade de Neiva.
Como reconhecimento pelos seus serviços, D. João I, entre outras honrarias, nomeou-o em 1386 seu camareiro-mor da Casa Real, cargo que passaria aos seus descendentes. Foi seu Embaixador em Roma, nos Estados Pontifícios, e, após difíceis negociações, conseguiu do papa Bonifácio IX a autorização para que o rei contraísse matrimónio, a que estava impossibilitado pelo facto de ser mestre e cavaleiro professo da Ordem de Avis. A 2 de Março de 1387 sucedeu a seu pai como 2.º Senhor de juro e herdade de Gaia e a 8 de Julho de 1391 foi feito 1.º Senhor de juro e herdade do Castelo de Lindoso.
João Rodrigues de Sá ascendeu ao cargo de alcaide-mor do Porto a 21 de Fevereiro de 1392, mas só em 1406 é que o bispo D. Gil Alma, mediante a promessa de 3000 libras, desiste de toda a soberania exercida até à data sobre o burgo. A governação do Porto é entregue, por decisão de D. João I, a João Rodrigues de Sá, colocando um ponto final nos conflitos entre a coroa e a diocese do Porto acerca da jurisdição do burgo. Foi, ainda, entre outras coisas, governador de Entre Douro e Minho em 1397 e feito 1.º Senhor de juro e herdade de Bouças a 18 de Fevereiro de 1399.

## Casamento e descendência
Casou com Maria Rodrigues Machado, filha de Rodrigo Afonso Machado e de sua mulher Aldonça Anes de Figueiredo. Do Sá das Galés descendem os condes de Penaguião, de Matosinhos, de Wilson e os marqueses de Abrantes. Antes do casamento teve uma filha natural de Inês Rodrigues e do casamento teve quatro filhos: 
- Guiomar de Sá (c. 1379 - ?), legitimada por Carta Real de 7 de Outubro de 1389, casada com João Vasques, Escudeiro do Porto, o qual poderá ter sido Alcaide Menor do Porto em 1375 em substituição de Gonçalo Vasques Calordo, com geração feminina
- Fernão de Sá, senhor de Sever, casado Filipa da Cunha, filha de Gil Vasques da Cunha, alferes-mor do reino, com geração, na qual se destacaram seu neto, Garcia de Sá, governador da Índia e seu tetraneto, D. João Rodrigues de Sá, 1.º conde de Penaguião
- Rodrigo Anes de Sá, Cónego e Juiz dos Feitos e Causas da Sé de Braga em 1426, Arcediago de Labruge e Abade de Santa Madalena, etc, referido no Testamento de seu pai e que foi Testamenteiro do Escudeiro Lourenço Martins de Avelar a 4 de Setembro de 1403, e que, de Luísa de Barros, teve uma filha sacrílega: 
  - Filipa de Sá, casada com João Gonçalves de Crescente (c. 1426 - ?), Cavaleiro da Casa de D. João II de Portugal e criado do Bispo de Coimbra D. João Galvão, que lhe deu o Prazo do Curval, com geração
- Gonçalo de Sá (? - d. 30 de Junho de 1469), Senhor de Aguiar de Sousa de juro e herdade a 28 de Janeiro de 1433, Coudel dos Vassalos Reais do Porto e Vereador do Senado da Câmara desta cidade, onde fez Testamento a 30 de Junho de 1469, casado primeira vez com Isabel de Magalhães, filha de Diogo Afonso de Magalhães e de sua mulher Inês Vasques, sem geração, e casado segunda vez com Inês Vasques ou Vaz Ribeiro (? - 1459), Instituidora do Morgado de Canidelo, que fez Testamento no Porto a 20 de Setembro de 1428, com Instrumento de Aprovação de Cédula e Testamento feito no Porto a 11 de Janeiro de 1459, viúva sem geração de Álvaro Afonso de Beire ou de Veire ou Dinis (c. 1390 - 1428), Vereador do Senado da Câmara do Porto em 1428, por sua vez também viúvo e com geração, sem geração, mas que teve um filho bastardo e uma filha bastarda de mulheres diferentes, a filha de Isabel Esteves: 
  - Guiomar de Sá (? - d. 1483), legitimada por Carta Real de D. Afonso V de Portugal de data desconhecida de 1442, e que, a 10 de Novembro de 1483, efectivou o legado de Missas em São Francisco que seu pai tinha instituído em Testamento, casada primeira vez com Fernando Álvares da Maia (Porto, c. 1422 - ?), e casada segunda vez c. 1476 com André Barbosa (? - d. 1483)
- João Anes de Sá, Senhor de Baltar de juro e herdade, casado com D. Francisca de Sousa